# Bija (fiume)
La Bija (in russo Бия?) è un fiume della Russia siberiana meridionale, affluente di destra dell'Ob'. Scorre nei rajon Turočakskij, Krasnogorskij, Soltonskij, Bijskij e nel distretto della città di Bijsk, nel Territorio dell'Altaj.

## Descrizione
Nasce dal lago Teleckoe, sul versante settentrionale della catena montuosa dell'Altaj; scorre con direzione dapprima settentrionale, successivamente mediamente occidentale nel loro pedemonte settentrionale. L'alto corso del fiume è caratterizzato da una valle piuttosto stretta, in ambiente montano, con frequenti rapide; più a valle la valle del fiume si allarga e il fiume assume i caratteri di un fiume di pianura. Dopo aver attraversato la città di Bijsk il fiume si unisce al Katun' per formare uno dei più grandi fiumi dell'Eurasia: l'Ob'.
La Bija ha una lunghezza di 301 km e il suo bacino è di 37 000 km². La sua portata media, a 21 km dalla foce, nella città di Bijsk, è di 476,36 m³/s. I suoi maggiori affluenti, da destra: Bechtemir (Бехтемир), Nenja (Неня) e Lebed' (Лебедь); da sinistra: Sarakokša (Саракокша) e Piža (Пыжа). 
Il fiume gela nel periodo invernale, da ottobre fino ad aprile. Lo spessore del ghiaccio varia da 70 a 100 cm. La Bija è navigabile dalla foce fino a Bijsk e, nei periodi di piena, le imbarcazioni possono raggiungere il lago Teleckoe.
l bacino del fiume è densamente popolato e ci sono molti villaggi e insediamenti rurali lungo il suo corso, tra i maggiori: Dmitrievka, Novikovo, Souskanicha, Maloenisejskoe e Turočak.